# Menusifu
Menusifu是一家开发餐饮管理系统的美国科技公司，2013年由中国留学生王强在美国纽约创立，以智能点餐POS系统为核心产品。

## 历史
- 2013年由中国留学生王强在美国纽约创立[2]。
- 2015年获得真格基金的天使轮融资[3][4]。
- 2017年获得$300万的A轮融资，由VC基金丰元创投（Amino Capital）领投，颉羿资本（Jubilee Capital Management）跟投[5]。

## 奖项
- 第九届“春晖杯”创业大赛二等奖[6]
- 2015南京321计划创业大赛优胜奖[7]
- 2017全球移动互联网卓越成就奖“年度最佳创新科技奖”[8]